# Nemestrinus surcoufi
Nemestrinus surcoufi är en tvåvingeart som beskrevs av Arias 1914. Nemestrinus surcoufi ingår i släktet Nemestrinus och familjen Nemestrinidae.
Artens utbredningsområde är Tunisien. Inga underarter finns listade i Catalogue of Life.